# ホン・モルシージョ
- ジョン・モルシージョ
- ホン・モルシーヨ

ホン・モルシージョ・コネサ（Jon Morcillo Conesa , 1998年9月15日 - ）は、スペイン・バスク州ビスカヤ県アモレビエタ＝エチャノ出身のサッカー選手。アルバセテ・バロンピエ所属。ポジションはFW。

## クラブ経歴
カンテラ時代をバスク州の小さなチームを渡り歩き、2016年7月にアスレティック・ビルバオと契約。CチームにあたるCDバスコニアに送られ2シーズンプレー。2018年にビルバオ・アスレティックに昇格。Bチームでも2シーズンプレーし、2020年5月8日にトップチーム昇格が決まり、2023年までの契約に合意。背番号は32番に決定。9月18日のラ・リーガ2020-21シーズン開幕戦のグラナダCF戦でリーガデビュー。10月2日には背番号が2番に変更された。
2022年1月2日、2021-22シーズン終了までセグンダ・ディビシオンのレアル・バリャドリードにレンタルされることが決まった。
2023年8月23日、2023-24シーズンはSDアモレビエタへレンタル移籍することが決定した。
2024年7月2日、アルバセテ・バロンピエに移籍した。